# IS−28
Az IS−28 kétüléses vitorlázó repülőgép, amelyet az 1970-es években gyártottak Romániában, a brassói IAR repülőgépgyárban. A repülőgépet Iosif Șilimon tervezte.Teljesen fémből készült, hagyományos, T alakú vezérsíkokkal rendelkező repülőgép, eredetileg 15 méteres szárnyakkal készült, de 1973-ban a gyártás a 17 méteres szárnyakkal és számos aerodinamikai finomítással rendelkező IS-28B-re terelődött. Ezek közé tartozott a vízszintes vezérsík V-beállításának csökkentése, a szárnyak kisebb V-beállítása, valamint a törzs alakjának a módosítása.. Ez a változat 1973. április 26-án repült először, majd ezt követően szárnyas (IS-28B2) és anélkül (IS-28B1) is gyártották. Az 1980-as évek elejére körülbelül 100 darabot építettek, és jelentős részüket exportra értékesítették. 1979. április 7-én Tom Knauff és R. Tawse világrekordot állított fel az IS-28 B2 vitorlázórepülővel, 829 kilométeres távot teljesítve egy előre meghatározott ki- és visszaúttal a Ridge Soaring Gliderporttól, Julian államban, Pennsylvaniában .
Az IS-28B2-t a Menekülés New Yorkból (1980) című film mutatja be.
Az IS-28-at motoros vitorlázóként is gyártották, kezdetben az IS-28B2 motoros változataként (az IS-28M1 néven), majd a radikálisabban újratervezett IS-28M2-ként. Ennek a változatnak teljesen új elülső törzse volt, amely egymás melletti üléseket kínált a két utas számára, a szárnyakat a törzs mélyére helyezték át, és a farokkerekes futóművet a fő egységekkel, amelyek félig hátrahúzódtak a szárnyakba. A hátsó törzs, az empennage és a külső szárny panelek azonosak maradtak a vitorlázó változatéval.
Az IS-29 együléses vitorlázó repülőgép, amelyet az IS-28 kétüléses repülőgépen végzett képzés kiegészítésére terveztek és gyártottak.
Az IS-30 egy kifinomult IS-28B2, amely a legtöbb tekintetben megegyezik, kivéve a teljesen fém vezérlőfelületekkel (ahol az IS-28-nak szövettel borított felületei vannak) és az újratervezett vízszintes stabilizátoron.

## Változatok
- IS-28 - vitorlázó repülőgép 15 méteres szárnyakkal
- IS-28B
  - IS-28B1 - vitorlázó repülőgép 17 méteres szárnyakkal és DFS-stílusú légfékekkel
  - IS-28B2 - hasonló az IS-28B1-hez, szárnyak és Schempp-Hirth típusú féklapokkal
- IS-28M
  - IS-28M1 (más néven IAR-34 ) – az IS-28B1 tandemüléses segédmotoros vitorlázó változat Limbach SL.1700E1 motorral
  - IS-28M2 - motoros sikló egymás melletti ülésekkel és hárompontos futóművel
  - IAR-28M2A – IS-28M2 új szárnnyal, osztott szárnyakkal és Limbach L.2000E01 motorral
- IS-30 - teljesen fém IS-28B2 új hátsó repülőgéppel.
- IAR-46 - az IS-28M2 gyakorló változata csökkentett szárnyfesztávolsággal és Rotax 912A motorral

## Üzemeltetők
ROU
- Román légierő – 10 IAR-28MA-t kapott 1984-től.
- A Román Airclub – továbbra is használja az IS-28B2-t és IS-29D2-t vitorlázórepülőgép-pilóták számára kiképző és előadó pilóták számára. Az 5 darab IS-28M2 motoros vitorlázógépből álló flottát helyreállították, és ismét repülésre alkalmasnak nyilvánították.

## Műszaki adatok (IS-28B2)
Sablon:Aircraft specs
- Személyzet: 2
- Hosszúság: 8.45 m (27 ft 9 in)
- Szárnyfesztáv: 17 m (55 ft 9 in)
- Magasság: 1.87 m (6 ft 2 in)
- Szárnyfelület: 18.24 m2 (196.3 sq ft)
- Oldalviszony: 15.8
- Szárnyprofil: root:Wortmann FX-61-163; Wortmann FX-60-126
- Üres tömeg: 375 kg (827 lb)
- Legnagyobb felszálló tömeg: 590 kg (1,301 lb) dual

Teljesítmény
- Átesési sebesség: 65 km/h (40 mph, 35 kn) dual
- Max szerkezeti sebesség VNE: 230 km/h (140 mph, 120 kn) dual, in smooth air
- Max durva légtérsebesség: 165 km/h (89 csomó; 103 mérföld/óra)
- Max légköri vontatási sebesség: 140 km/h (76 csomó; 87 mérföld/óra)
- Max siklóstartó sebesség: 125 km/h (67 csomó; 78 mérföld/óra)
- G terhelés kettős ülésű = +5.3 -2.65
- G terhelés akrobata = +6.5 -4
- Maximum siklásarány: 34
- Legjobb siklássebesség: 100 km/h (54 csomó; 62 mérföld/óra) (kettős ülésű)
- Legjobb siklássebesség: 94 km/h (51 csomó; 58 mérföld/óra) (egyedül)
- Legjobb siklássebesség kettős ülésű merülési sebessége: ms=0.86 (100 km/h sebességnél)
- Legjobb siklássebesség egyedül süllyedési sebessége: ms=0.82 (94 km/h sebességnél)
- Felületi terhelés: 32,34 kg/m² (6,62 lb/négyzetláb) kettős ülésű.

## Fordítás
Ez a szócikk részben vagy egészben  az   ICA IS-28 című angol Wikipédia-szócikk ezen változatának fordításán alapul.  Az eredeti cikk szerkesztőit annak laptörténete sorolja fel. Ez a jelzés csupán a megfogalmazás eredetét és a szerzői jogokat jelzi, nem szolgál a cikkben szereplő információk forrásmegjelöléseként.

## További irodalom
- Coates, Andrew. Jane's World Sailplanes and Motor Gliders. London: MacDonald and Jane's, 124. o. (1978). ISBN 0-354-01119-7
- Hardy, Michael. Gliders and Sailplanes of the World. Shepperton: Ian Allan, 54–55. o. (1982)
- Simpson, R. W.. Airlife's General Aviation. Shrewsbury: Airlife Publishing, 342. o. (1995). ISBN 1-85310-577-5
- Taylor, Michael J. H.. Jane's Encyclopedia of Aviation. London: Studio Editions, 528. o. (1989). ISBN 0-7106-0710-5